# Josef Frič
Josef Frič (8. ledna 1900 Praha – 11. ledna 1973 Praha) byl český básník a jeden ze zakladatelů Devětsilu. Po otci Josefu Janu Fričovi zdědil v roce 1945 továrnu na optické přístroje, ale jen velmi nerad se ujal funkce jejího ředitele. V roce 1948 však byla továrna znárodněna a Josef Frič v ní pak pracoval jako úředník. S manželkou Kamilou, roz. Neubauerovou (1901–1975) měli dceru Janu (nar. 1927) a syna Josefa (1928–2002).

## Dílo
- Umělé květiny (1937). Praha: Mladá fronta 1965
- Jak se kluk – dědeček flákal po Francii. Praha: Jůza a Jůzová 1995
- Na ulici. Praha: Triáda 2002

Spisy
- svazek 1: Básnické sbírky. Praha: Triáda 2016
- svazek 2: Básně, prózy. Praha: Triáda 2018